# Lara Pulver
Lara Pulver (ur. 1 września 1980 w Southend-on-Sea) – angielska aktorka, laureatka nagrody Laurence’a Oliviera za rolę w musicalu Gypsy.

## Filmografia

### Filmy
| Rok  | Tytuł                      | Rola         | Uwagi          |
| ---- | -------------------------- | ------------ | -------------- |
| 2010 | Legacy                     | Diane Shaw   |                |
| 2011 | Language of a Broken Heart | Violet       |                |
| 2014 | Na skraju jutra            | Karen Lord   | cameo          |
| 2015 | A Patch of Fog             | Lucy         |                |
| 2015 | Tajniacy: Mniejsze zło     | Erin Watts   |                |
| 2016 | Underworld: Wojny krwi     | Semira       |                |
| 2021 | Wiedźmin: Zmora Wilka      | Tetra (głos) | film Netfliksa |

### Telewizja
| Rok        | Tytuł                              | Rola                 | Uwagi               |
| ---------- | ---------------------------------- | -------------------- | ------------------- |
| 2009       | Robin Hood                         | Isabella             | 8 odcinków          |
| 2010       | The Special Relationship           | stażystka            | film TV             |
| 2010       | Czysta krew                        | Claudine Crane       | 6 odc.              |
| 2011       | Tajniacy                           | Erin Watts           | 6 odc.              |
| 2012; 2014 | Sherlock                           | Irene Adler          | 2 odc.              |
| 2012       | Coming Up                          | Annette              | 1 odc.              |
| 2013–2015  | Demony da Vinci                    | Clarice Orsini       | 19 odc.             |
| 2013       | Kumple                             | Victoria             | 2 odc.              |
| 2014       | Fleming: The Man Who Would Be Bond | Ann O’Neill          | 4 odc.              |
| 2016–2017  | Quantico                           | Charlotte Bishop     | 2 odc.              |
| 2017       | Philip K. Dick’s Electric Dreams   | Paula                | odcinek „Real Life” |
| 2018       | Miasto równoległe                  | Katrynia             | miniserial; 4 odc.  |
| 2020       | Alienista                          | Karen Stratton       | 5 odc.              |
| 2021–2022  | Dota: Dragon’s Blood               | Mirana (głos)        | w gł. obsadzie      |
| 2022       | Rozstania (The Split)              | Kate                 | 5 odc.              |
| 2022–2023  | Pantheon                           | Olivia (głos)        | 2 odc.              |
| 2023       | Maternal                           | Catherine MacDiarmid | 6 odc.              |
| 2024       | Blood of Zeus                      | Persefona            | 6 odc.              |